# Warren Zevon
Warren Zevon (ur. 24 stycznia 1947 w Chicago, USA, zm. 7 września 2003 w Los Angeles) – amerykański wokalista i kompozytor rockowy. Obok Boba Dylana i Neila Younga jeden z najciekawszych pieśniarzy folk-rockowych, choć od obu o wiele mniej znany. Utwory Zevona charakteryzowały się rockową ostrością, a teksty ich były bardzo niepoprawne politycznie oraz przesycone czarnym humorem i groteską. Największy przebój Zevona to Werewolves of London. Warren Zevon najlepiej znany jest ze swej długiej kariery solowej, lecz karierę muzyczną rozpoczął w 1965 w duecie wokalnym Lyme & Cybelle z Violet Santangelo. W połowie 2002 u Zevona, który przez całe dorosłe życie intensywnie palił, zdiagnozowano raka płuc. W tym czasie w jednym z wywiadów powiedział: Wybrałem pewną ścieżkę i żyłem jak Jim Morrison i żyłem 30 lat dłużej. Dokonujesz wyborów i musisz żyć z ich konsekwencjami. Od tego momentu przeżył ponad rok, zdoławszy nagrać nowy album The Wind i doczekał się wnuków (bliźniaków). Zmarł w swym domu w Los Angeles w niedzielę 7 września 2003. W 2025 wprowadzony do Rock and Roll Hall of Fame.

## Dyskografia
- 1969 Wanted Dead or Alive
- 1976 Warren Zevon
- 1978 Excitable Boy
- 1980 Bad Luck Streak in Dancing School
- 1981 Stand in the Fire [live]
- 1982 The Envoy
- 1987 Sentimental Hygiene
- 1989 Transverse City
- 1991 Mr. Bad Example
- 1993 Learning to Flinch
- 1995 Mutineer
- 2000 Life'll Kill Ya
- 2002 My Ride's Here
- 2003 The Wind
- 2003 The First Sessions